# 첫 설법을 하는 붓다

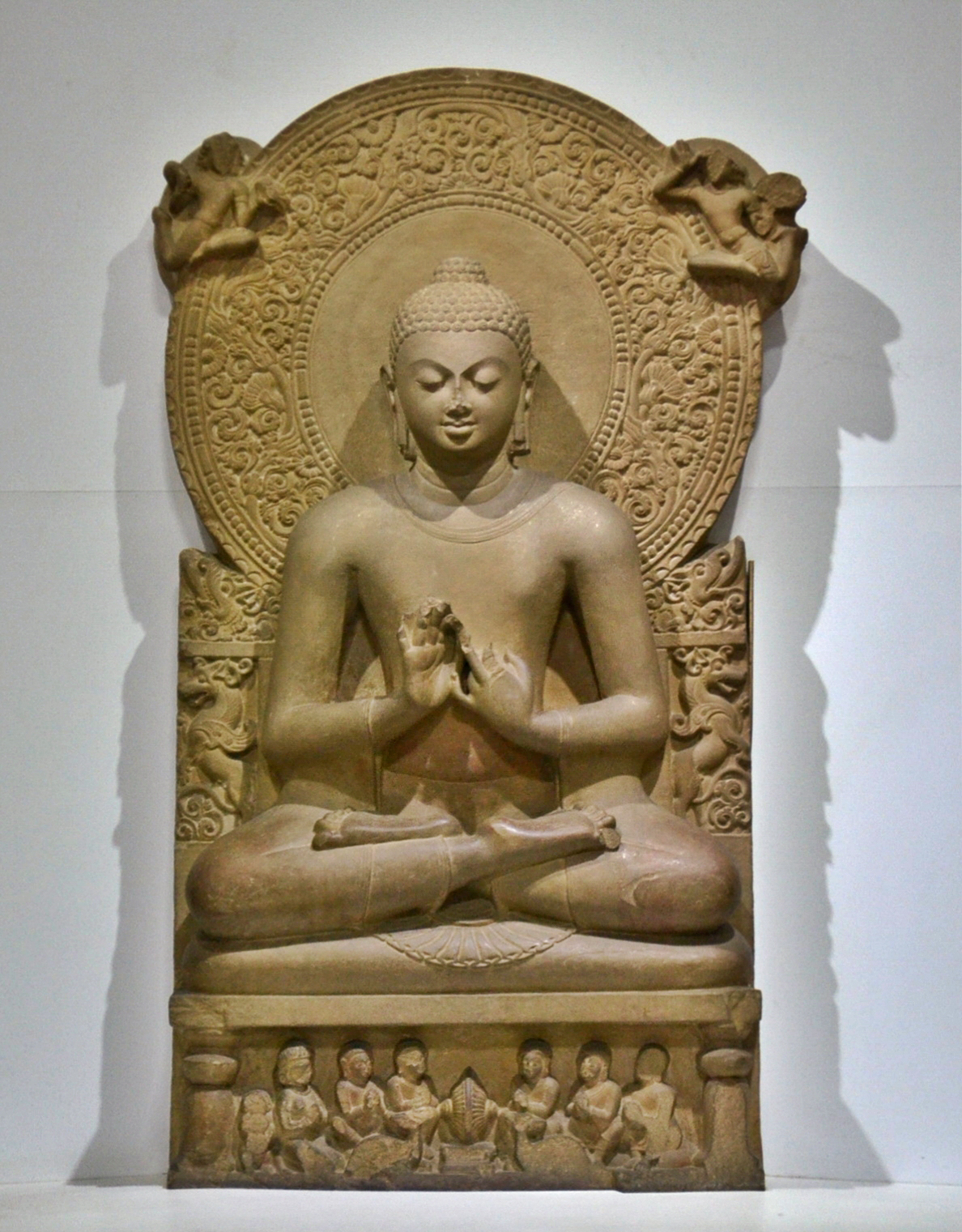
첫 설법을 하는 붓다, 서기 5세기, 사르나트 박물관.

첫 설법을 하는 붓다는 기원전 5세기에 제작된 석불로, 고타마 붓다가 '가르치는 자세' 또는 다르마차크라 프라바르타나 무드라 자세를 취하고 있는 모습을 보여준다. 이 부조는 높이가 5피트 3인치이며, 1904~1905년 인도 고고학 조사국(ASI)의 발굴 기간 동안 F. O. 오텔이 인도 사르나트에서 발굴한 것으로, 다메크 스투파 남쪽 지역에서 발견되었다.
지역 사르나트 조각 학교의 산물인 이 불상은 1910년 박물관이 완공될 당시부터 ASI의 첫 번째 현장 박물관인 사르나트 고고학 박물관에 전시되어 왔다. "사르나트 불교 미술의 특징으로 간주되는 유형"을 보여주는 불상으로 가장 잘 알려져 있으며, 데니스 레이디는 "아시아 미술에서 가장 유명한 부처의 표현 중 하나"로, 로버트 E. 피셔는 "가장 유명한 굽타 [부처] 이미지"로 묘사하고 있다.